# 사용자 프로필

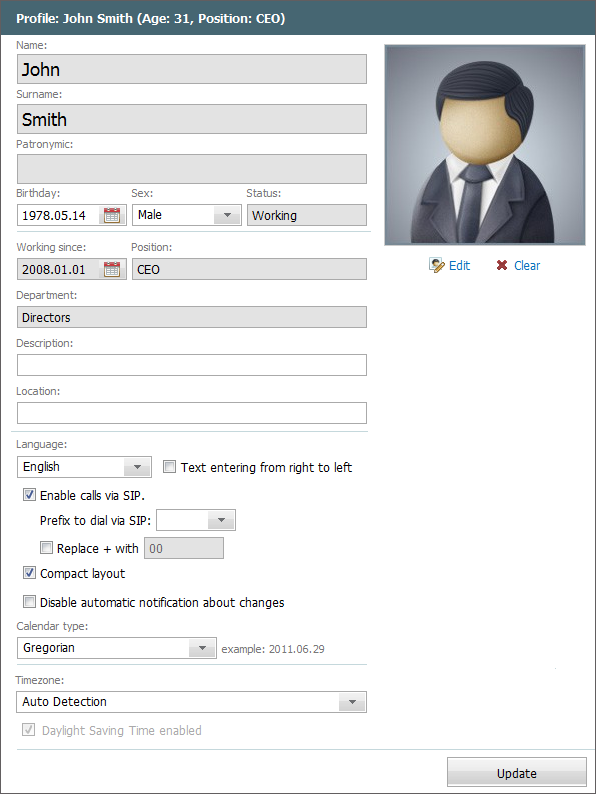
일반적인 사용자 프로필

사용자 프로필(user profile)은 사용자와 관련된 설정 및 정보의 모음이다. 여기에는 이름, 나이, 초상 사진 및 지식이나 전문성과 같은 개인 특성과 같이 개인을 식별하는 데 사용되는 중요한 정보가 포함된다. 사용자 프로필은 페이스북, 인스타그램, 링크드인과 같은 소셜 미디어 웹사이트에 가장 일반적으로 표시되며 개인의 자발적인 디지털 ID 역할을 하며 주요 기능과 특성을 강조한다. 개인 컴퓨팅 및 운영 체제에서 사용자 프로필은 '계정'이라고 하는 개별 사용자 환경에 따라 파일, 설정 및 문서를 분류하여 운영 체제가 사용자에게 더 친화적이고 맞춤화되도록 한다. 물리적 사용자 프로필은 여권, 운전 면허증 및 법률 문서와 같은 신분 증명서 역할을 하며 법률 시스템에 따라 개인을 식별하는 데 사용된다.
사용자 프로필은 사용자 모델의 컴퓨터 표현으로 간주될 수도 있다. 사용자 모델은 개별 사용자에 대한 특정 특성을 포착하는 데 사용되는 (데이터) 구조이며 사용자 프로필을 얻는 프로세스를 사용자 모델링 또는 프로파일링이라고 한다.

## 같이 보기
- 인터넷 프라이버시
- 신분증
- 개인정보
- 데이터 마이닝
- 소셜 미디어